# Silversun Pickups
Silversun Pickups är en amerikansk alternativ rockgrupp som bildades 2005 i Los Angeles. Bandet består av Brian Aubert (sång, gitarr), Nikki Monninger (basgitarr, sång), Christopher Guanlao (trummor) och Joe Lester (keyboard) och har kontrakt med det oberoende skivbolaget Dangerbird Records. Deras debut-EP Pikul släpptes i juli 2005 och deras första studioalbum Carnavas utgavs 26 juli 2006.

## Historia

### Bakgrund
Bandets nuvarande[när?] uppställning är Brian Aubert (sång, gitarr), Nikki Monninger (basgitarr, sång), Christopher Guanlao (trummor) och Joe Lester (keyboard). Medlemmarna är vänner som spelat med varandra sedan tidigare eller i gemensamma vänners band. De fick sin start i några av de viktigaste klubbarna i Los Angeles och beundrarskaran växte när bandet släppte sin första EP, Pikul.
Bandet kommer från den högt uppskattade musikscenen i Silver Lake i Los Angeles, hem för blandat annat Elliot Smith och Rilo Kiley. Gruppnamnet kommer från en sprit- och matvarubutik nära deras hus på Sunset Boulevard och Silver Lake Boulevard. I intervjuer har dock bandet sagt att namnet är mer av ett mentaltillstånd, som kommer från att leva så nära allting som ett Los Angeles-baserat indierockband behöver på natten. På Pikul tog bandet hjälp av en annan Silver Lake-bo, Tanya Haden som spelar cello.

### Carnavas
26 september 2006 utgavs bandets debutalbum Carnavas. Två av albumets fyra singlar, "Lazy Eye" och "Well Thought Our Twinkles", nådde topp-tio-placeringar på Billboards "Modern Rock Tracks" år 2007. Låten "Lazy Eye" kom även att medverka i både Guitar Hero: World Tour och Rock Band 2.
Bandet turnerade i Storbritannien och Irland då Carnavas släpptes där 28 maj 2007. De var förband för Foo Fighters i Edinburgh, Skottland och Dublin, Irland. De var även förband för Kaiser Chiefs under deras Europaturné. Bandet avslutade den tre veckor långa turnén som förband till australiensiska Wolfmother 9 december 2006. De fortsatte sedan att turnera med OK Go och Snow Patrol på deras amerikanska vårturné som avslutades 10 april 2007. 
"Table Scraps", b-sidan från "Future Foe Scenario"-singeln, är med på samlingsalbumet "Give. Listen. Help. Volume 5" som släpptes 14 oktober 2008.

### Swoon
I Alternative Press #243 bekräftades det att bandets andra album kommer heta Swoon. Det kommer innehålla 17 spår och istället för att enkelt mellantempo-sound kommer "vissa låtar vara tysta och lugna medan andra helt enkelt är grymt högljudda" (Brian Aubert)

## Influenser
Silversun Pickups sound, med flera spår som innehåller förvrängda gitarrer, jämförs ofta med The Smashing Pumpkins, medan bandmedlemmarna har sagt att de är mycket influerade av bland annat My Bloody Valentine, Velvet Underground, Elliott Smith och Modest Mouse.

## Medlemmar
Nuvarande medlemmar
- Brian Aubert – sång, gitarr
- Nikki Monninger – basgitarr, bakgrundssång
- Christopher "Chris" Guanlao – trummor
- Joe Lester – keyboard, sampling

Tidigare medlemmar
- Jack Kennedy – kompgitarr
- Elvira Gonzalez – trummor

Bildgalleri

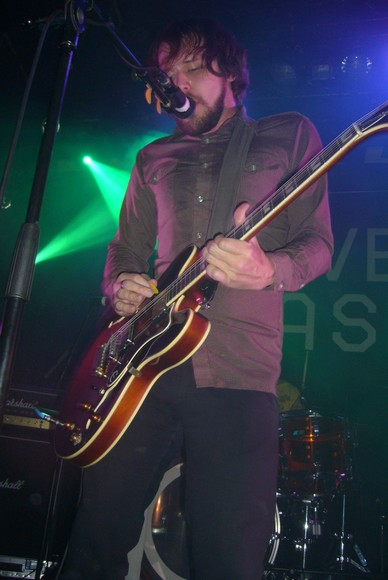
Brian Aubert
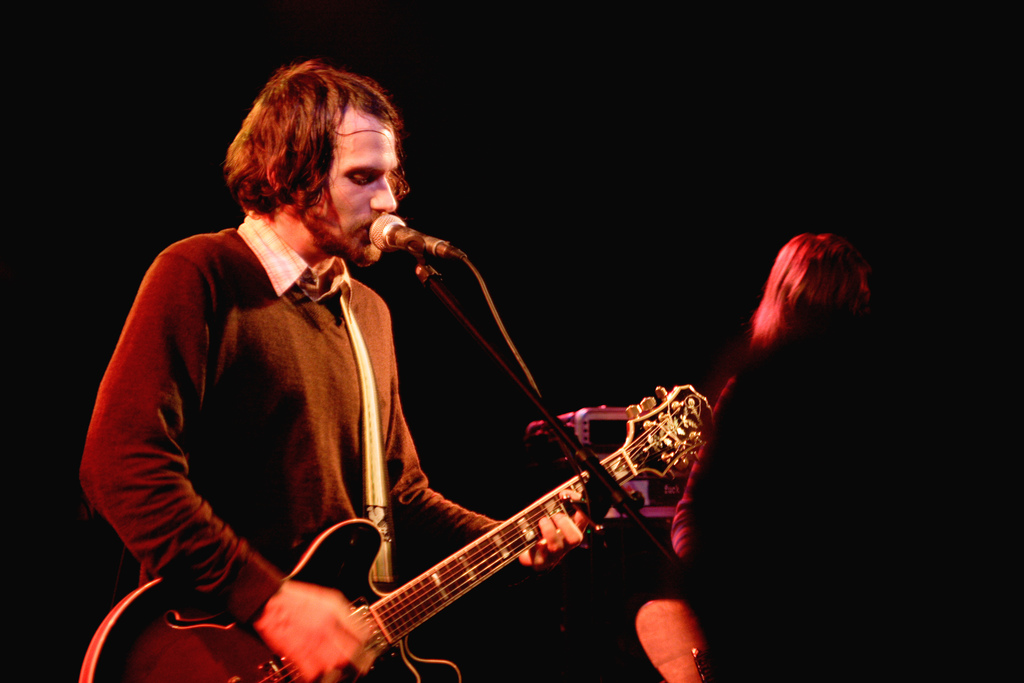
Silversun Pickups, live i The Crocodile Cafe, 2005
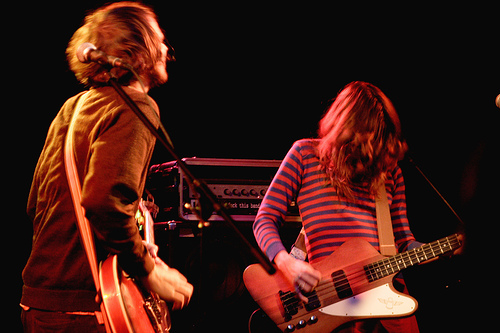
The Crocodile Cafe, Seattle 2005
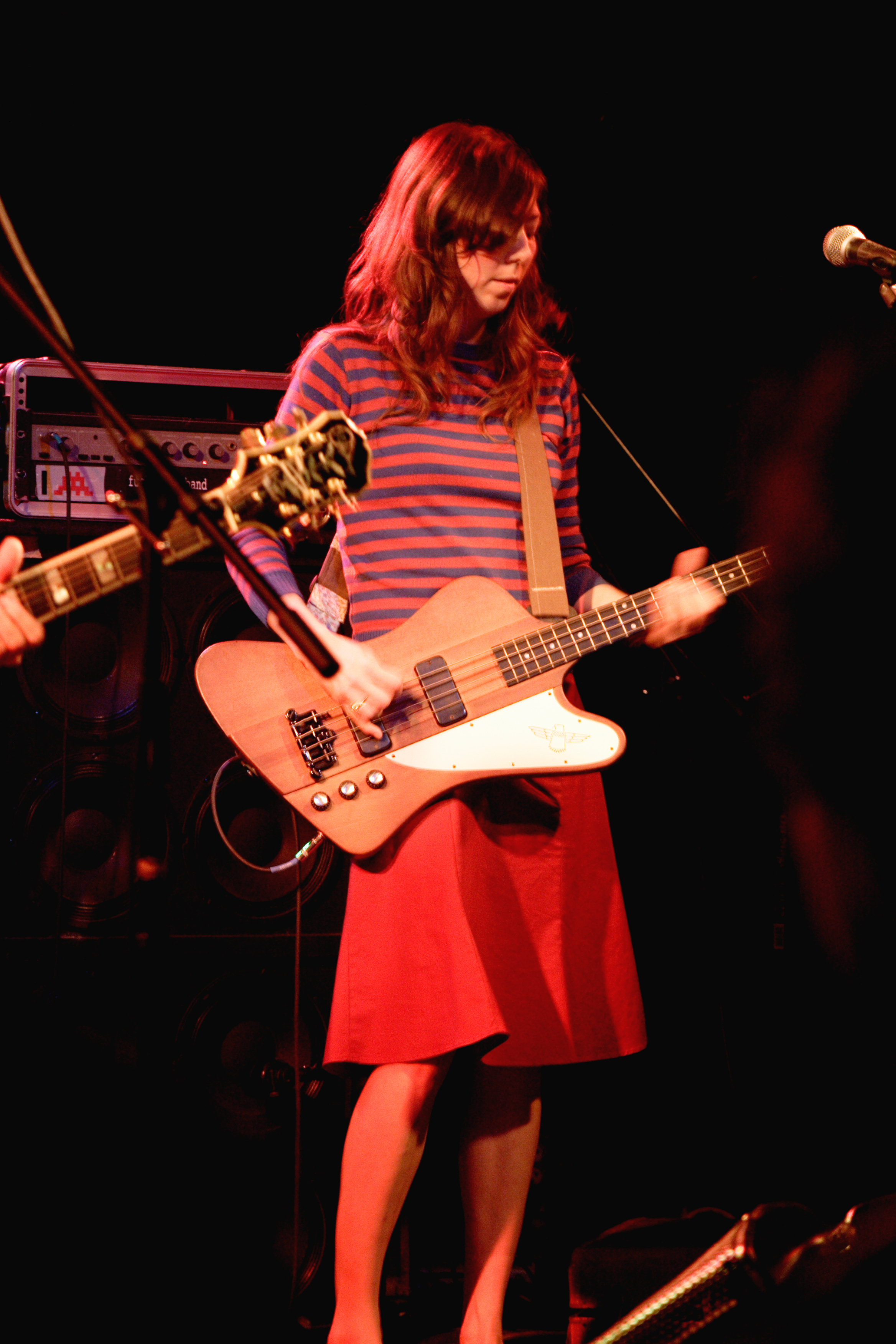
Nikki Monninger

## Diskografi

### Studioalbum
- 2006 – Carnavas
- 2009 – Swoon
- 2012 – Neck of the Woods
- 2015 – Better Nature
- 2019 – Widow's Weeds
- 2022 – Physical Thrills

### EP
- 2005 –  Pikul
- 2007 –  Remixes
- 2007 – Live Session (iTunes Exclusive)
- 2007 – The Tripwire Session: Live in Chicago

### Singlar
- 2006 –  "Lazy Eye"
- 2007 –  "Future Foe Scenarios"
- 2007 –  "Well Thought Out Twinkles"
- 2008 –  "Little Lover's So Polite"
- 2009 –  "Panic Switch"
- 2009 –  "Substitution"
- 2010 –  "The Royal We"